# Henryków (stacja kolejowa)
Henryków – stacja kolejowa w Henrykowie, w województwie dolnośląskim, w Polsce.

## Ruch pasażerski
| Rok  | Wymiana pasażerska na dobę |
| ---- | -------------------------- |
| 2017 | 200-299                    |
| 2022 | 150-199                    |